# Ludwig Seitz (maler)
 Der er flere personer med dette navn, se Ludwig Seitz.
Ludwig (eller Ludovico) Seitz (født 11. juni 1844 i Rom, død 11. september 1908 i Albano) var en tysk maler. Han var søn af Alexander Maximilian Seitz.
Seitz, der var elev af faderen, Overbeck med flere, er gået lignende veje som faderen. Han har i Rom (hvor han blev direktør for det vatikanske galleri) malet fresker i forskellige kirker (domkirkens kor i Treviso, dekoreringen af sakramentkapellet og kor i Loretos valfartskirke).  Seitz har udsmykket fyrsten af Fürstenbergs slot ved Bodensøen, udført forskellige oliemalerier af religiøst indhold (Ecce Homo med mere) og også været virksom som illustrator.